# I Don’t Search I Find
Az I Don't Search I Find az amerikai énekesnő Madonna egyik dala a Madame X című tizennegyedik stúdióalbumáról, amely Olaszországban a negyedik kimásolt kislemezként jelent meg 2020. május 22.-én. A dalt Madonna és Mirwais Ahmadzaï írta és készítette. 2019. december 6-án a Honey Dijon által három remixet tartalmazó remix EP-t piacra dobták, majd 2020. május 1-én egy újabb remix EP jelent meg, öt új remixszel. A dal az amerikai Dance Club Songs listáján az első helyezést érte el, így ez a dal lett Madonna 50. első helyezést elért dala a listán.

## Összetétel
Az "I Don't Search I Find" egy diszkó  és Deep house stílusú dal az 1990-es évek house beütésével. A dal erősen hasonlít Madonna és Shep Pettibone általi Vogue című 1990-es dalhoz. Chuck Arnold a New York Post-tól összehasonlította a dalt a "Vogue"-val, és Madonna 2005-ös Confessions on a Dance Floor című albumával. A dal címe egy Pablo Picasso idézetben szerepel: "I Don't Search I Find".

## Élő előadás
A dalt először a 2019–2020-as Madame X Tour részeként mutatták be. Az előadás során Madonnát nyomozónak öltözött táncosok üldözik.

## Sikerek
Kilenc héttel azután, hogy a dal bekerült az US Dance Club Songs Top 50-es listájába, a dal 2020 februárjában elérte az első helyezést. Ez volt az 50. első helyezést elért dala Madonnának, melyre a történelem során korábban nem volt példa, hogy Billboard listán egyetlen előadó ilyen sikereket ért el akár öt évtized alatt.
A dal az Egyesült Királyságban a 66. helyezést érte el 2020. májusának második hetében a digitális, és eladási listákon, azonban nem sikerült felkerülnie a 100 Top UK Singles Chart listára, mely az audió és videoklipek folyamát foglalja magában.

## Számlista
| 1. | I Don't Search I Find (Honey Dijon Remix)    | 6:58 |
| 2. | I Don't Search I Find (Honey Dijon Clubmix)  | 6:07 |
| 3. | I Don't Search I Find (Honey Dijon Radiomix) | 5:22 |

| 1. | I Don't Search I Find (Endor Remix)        | 5:29 |
| 2. | I Don't Search I Find (DJLW Remix)         | 4:29 |
| 3. | I Don't Search I Find (Kue Remix)          | 6:25 |
| 4. | I Don't Search I Find (Chris Cox Remix)    | 6:53 |
| 5. | I Don't Search I Find (Offer Nissim Remix) | 6:38 |

## Slágerlista
| Slágerlista (2019–2020)                    | Legjobb helyezések |
| ------------------------------------------ | ------------------ |
| Franciaország letöltések (SNEP)            | 160                |
| Görögország digitális eladások (Billboard) | 5                  |
| Szlovákia (Rádio Top 100)                  | 73                 |
| UK Singles Sales (Official Charts Company) | 66                 |
| US Hot Dance Club Songs (Billboard)        | 1                  |
| US Hot Dance/Electronic Songs (Billboard)  | 30                 |

## Megjelenési előzmények
| Ország      | Dátum             | Formátum                 | Label      |
| ----------- | ----------------- | ------------------------ | ---------- |
| Különböző   | 2019. december 6. | (Honey Dijon Remixes EP) | Interscope |
| Különböző   | 2020. május 1.    | (Remixes EP)             | Interscope |
| Olaszország | 2020. május 22.   | Contemporary hit radio   | Interscope |